# Oljeradiator

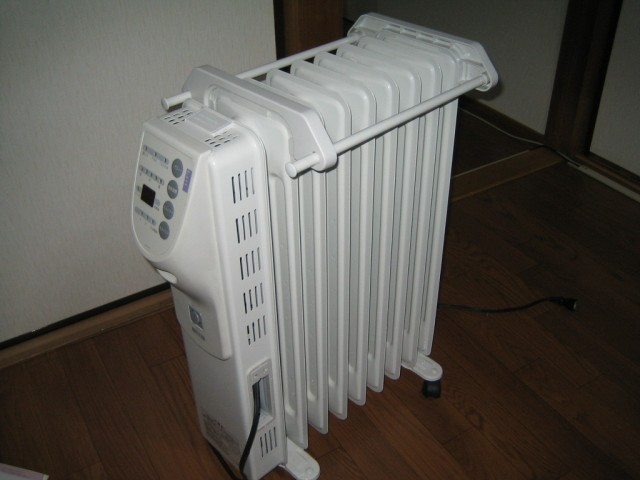
Oljeradiator.

Oljeradiator är en typ av eldriven radiator som innehåller olja för värmelagring. Ett syfte med oljeradiatorer var förr att kunna värma upp dem på natten då elen var billigare, så att oljan sedan kunde avge sin värme under dagen. Trots att de är dyrare än vanliga elradiatorer säljs de fortfarande, troligen på grund av en utbredd missuppfattning att de skulle vara mer energieffektiva än dessa. 
Oljeburna radiatorer är lika energieffektiva och energisnåla som direktverkande elradiatorer (100 procent), men mindre energisnåla än värmepumpar. Modeller som är försedda med en fläkt, eller skapar luftrörelse genom konvektion, kan emellertid värma upp luften i ett rum snabbt, och ger en jämnare värme i rummet än andra radiatorer. Fördelen över direktverkande elvärme är att oljeburna radiatorer inte behöver uppnå lika hög yttemperatur för att värma upp rummets luft till samma temperatur. Detta gör att man kan beröra dem utan att riskera att bränna sig, och de är mindre brandfarliga än direktverkande radiatorer. Oljeelement kan dock om höljet läcker ge svårsläckt oljebrand, och explosioner har förekommit, vilket gör dem farligare än värmepumpar. Direktverkande elradiatorer pendlar mer i temperatur i takt med att termostaten slår av och på, vissa kan bli så heta att de kan antända material som ligger i direktkontakt med radiatorn, och damm bränns och ger en viss odör.